# Bosse (Musiker)

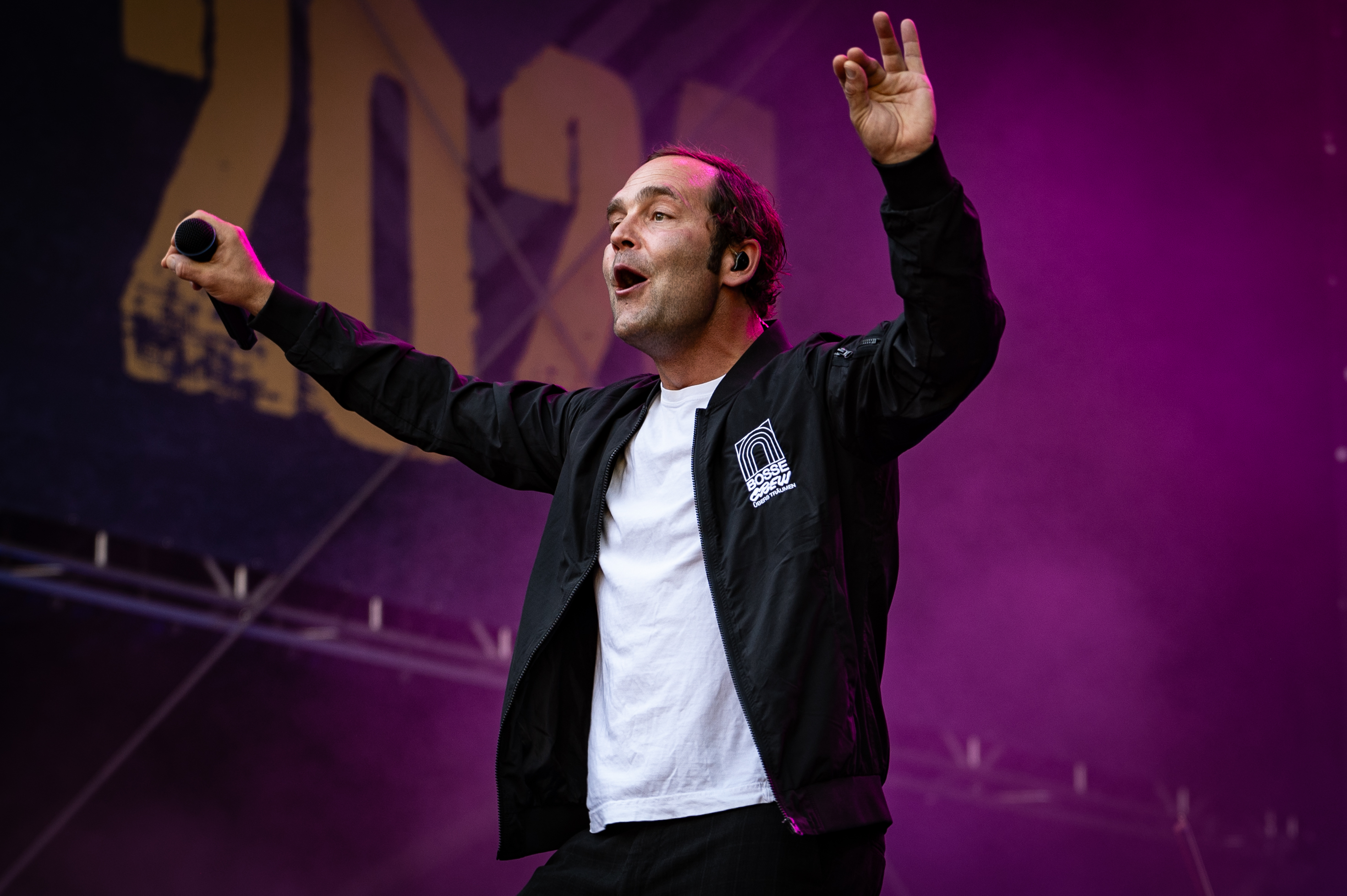
Bosse auf dem Taubertal-Festival 2024

Axel Bosse, auch genannt Aki Bosse (* 22. Februar 1980 in Braunschweig), ist ein deutscher Popmusiker. Die Band, die ihn bei Aufnahmen und Live-Auftritten unterstützt, nennt sich ebenfalls Bosse.

## Leben
Axel Bosse wuchs im Cremlinger Ortsteil Hemkenrode in Niedersachsen auf. Er ging auf das Gymnasium Kleine Burg in Braunschweig, verließ dieses aber vor dem Abitur. Er ist mit der Schauspielerin Ayşe Bosse verheiratet, mit der er eine Tochter hat.

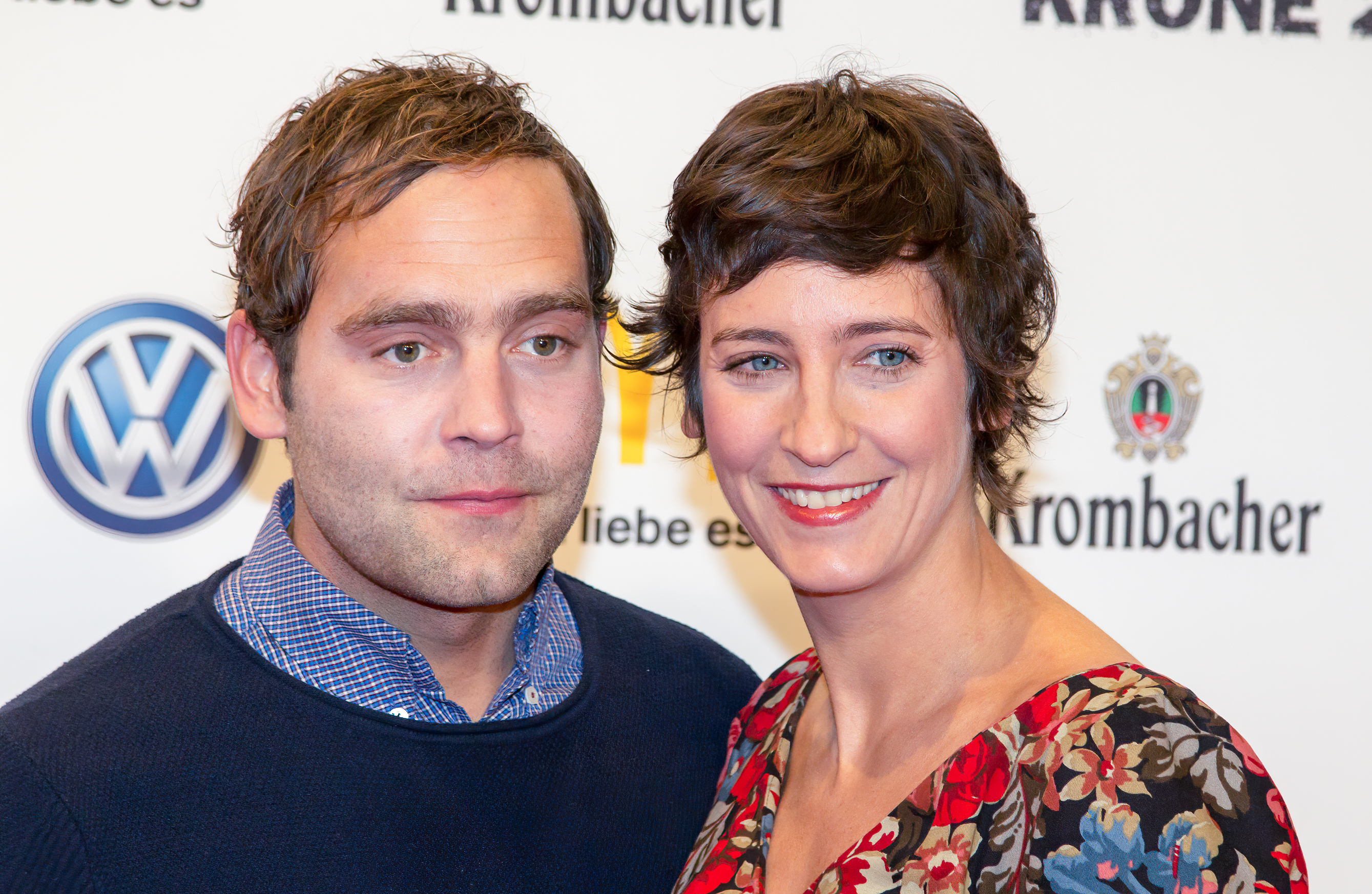
Axel und Ayşe Bosse bei der 1 Live Krone 2014

## Karriere
Im Alter von 17 Jahren unterschrieb er mit seiner damaligen Band Hyperchild den ersten Plattenvertrag beim Major-Label Sony Music Entertainment. Bereits die erste Single "Wonderful Life" konnte sich in den Charts platzieren, dennoch löste sich die Band nach zwei Jahren wegen kreativer Differenzen auf. Als Sänger von Hyperchild hatte er sein erstes Fernsehinterview mit Mola Adebisi auf VIVA. Nach Auflösung der Band startete er eine Solokarriere und nannte sich ab dem Jahr 2003 nur noch Bosse. Zu diesem Zeitpunkt stießen der Schlagzeuger Björn Krüger, der Gitarrist Thorsten Sala und der Bassist Theofilos Fotiadis (Ex-Mitglieder von Uncle Ho und Heyday) dazu und bildeten, zusammen mit dem Pianisten Tobias Philippen (PeterLicht), den Kern von Bosses Live-Band.
Die aktuelle Besetzung (2016) besteht aus Thorsten Sala (Gitarre), Theofilos Fotiadis (Bass, Bass-Ukulele), Stefan Lenkeit (Keyboards), Chris Heiny (Schlagzeug, Percussion), Niklas Hardt (Cello), Martin Wenk (Trompete, Waldhorn, Gitarre) und Valentine Romanski (Backing Vocals, Keyboards). Seit dem Ausstieg von Valentine im Herbst 2021 ist die Sängerin Bowie als Unterstützung bei den Backing Vocals und Keyboard mit dabei.

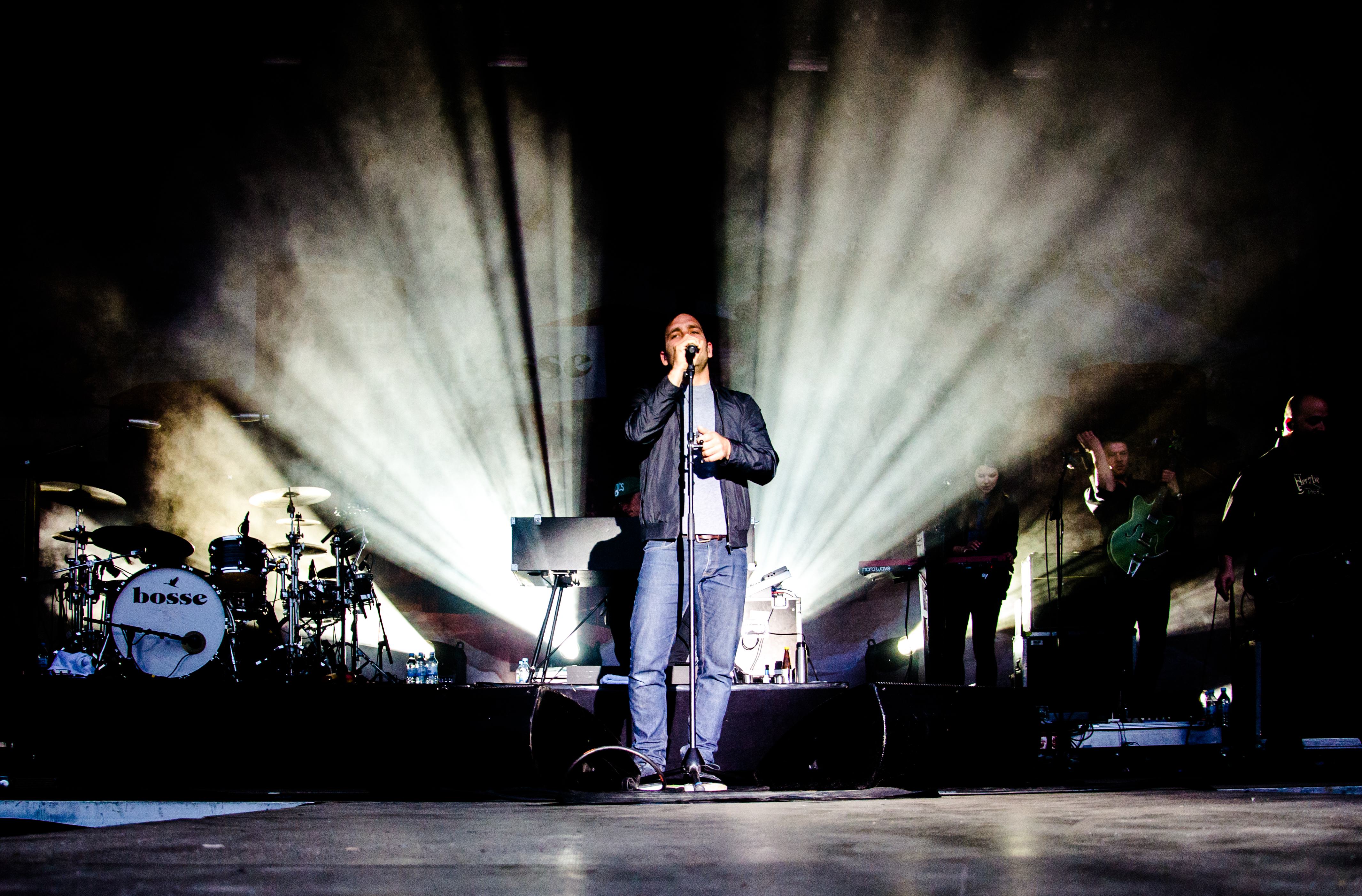
Bosse mit Band beim Kosmonaut Festival 2014

2005 erschien bei dem Label EMI das Debütalbum Kamikazeherz und Bosse spielte mit seiner Band als Vorgruppe von Such a Surge, Madsen und Mando Diao. Die Single Kraft erreichte die deutschen Single-Charts. 2006 folgte das zweite Soloalbum Guten Morgen Spinner, das zusammen mit dem Produzenten Moses Schneider in nur sieben Tagen eingespielt wurde. Im folgenden Jahr trennte sich Bosse von dem Label. Anfang 2009 veröffentlichte er das Album Taxi, in Kooperation mit seinem Management Scoop Music und dem Vertrieb von Rough Trade Distribution, selbst. Aus der Zusammenarbeit mit Jochen Naaf (PeterLicht, Polarkreis 18) wurden drei Singles ausgekoppelt. Im Anschluss arbeitete Bosse mit dem Elektro-DJ Oliver Koletzki zusammen. Der Song U-Bahn wurde ebenfalls 2009 auf Koletzkis Plattenlabel Stil vor Talent veröffentlicht.
Das Album Wartesaal, für das Bosse zwölf neue Songs geschrieben hatte, erschien Anfang 2011; das Lied Frankfurt/Oder, ein Duett mit der Schauspielerin Anna Loos von der Band Silly, wurde bereits früher aufgenommen. Mit diesem Titel trat Bosse beim Bundesvision Song Contest 2011 für Niedersachsen an und belegte den dritten Platz. Die von der niederländischen Band Bløf zusammen mit der flämischen Sängerin Geike Arnaert aufgenommene Cover-Version Zoutelande erreichte im Januar und Februar 2018 in den niederländischen Hitlisten Platz 1 der Mega Top 50 und Dutch Top 40 sowie Platz 3 der Dutch Charts.
Am 8. März 2013 erschien mit Kraniche sein fünftes Album, bei dessen Produktion Philipp Steinke beteiligt war, der auch für das Duo Boy produzierte. Einige Songs schrieb Bosse in Istanbul, wo er mehrere Monate mit seiner Frau und seiner Tochter verbrachte. In Umbrien richtete Steinke ein Musikstudio in einem Landhaus ein, wo das Album teilweise aufgenommen wurde. Einflüsse seiner Reise nach Istanbul und Umbrien sind erkennbar, beispielsweise kommt im Song Istanbul das Saz zum Einsatz. Im Vergleich zu seinen beiden Vorgängeralben Taxi und Wartesaal sind hier die Arrangements umfangreicher, es kommen beispielsweise Chöre und Trompeten zum Einsatz. Die Singles Schönste Zeit und So oder so erreichten die Top 30 der deutschen Charts. Mit letzterem trat er beim Bundesvision Song Contest 2013 erneut für Niedersachsen an. Mit 153 Punkten gelang ihm dabei der Sieg vor Johannes Oerding und MC Fitti.
Nach einer Auszeit im Jahr 2015 erschien mit Engtanz am 12. Februar 2016 das sechste Album, auf dem Axel Bosse sich als Songschreiber mit den Verbindungen zu Anderen und sich selbst auseinandersetzt. Dabei kam es unter anderem zu einer Zusammenarbeit mit Casper für den Song Krumme Symphonie.
Das Album erreichte als erstes Bosse-Album Platz 1 der Deutschen Charts.
2018 veröffentlichte Bosse das Lied Alles ist jetzt und kündigte damit auch sein kommendes gleichbenanntes Album an, welches ebenfalls Platz 1 in den deutschen Album-Charts erreichte. Die darauf folgende „Alles ist jetzt!“-Tournee war mit über 100.000 Besuchern die bis dato erfolgreichste.
2021 erschien das achte Album Sunnyside mit den Singles Der letzte Tanz, Das Paradies und weiteren. 2023 folgte das Album Übers Träumen, welches unter anderem Kollaborationen mit Alligatoah und LEA enthielt. Im Jahr 2025 veröffentlichte Bosse das Best-Of-Album 2005 – 2025, parallel kündigte er mit der Single Vergangenheit sein zehntes Studioalbum an.

## Soziales Engagement
Bosse setzt sich, unter anderem, seit Jahren für Viva con Agua und Hanseatic Help ein.
Seit 2010 spielt Bosse regelmäßig im Rahmen des traditionellen Benefiz-Spiels Kicken mit Herz im Team der FC St. Pauli Hamburg Allstars gegen die Ärztemannschaft Placebo Kickers vom Universitätsklinikum Hamburg-Eppendorf.
Bosse trat 2015 im Rahmen des Konzerts Wir. Stimmen für geflüchtete Menschen in München auf. Zur „Sonntagssause“ im Jahr 2016 wurden 300 Flüchtlingshelfer eingeladen, Band und Crew spielten ohne Gage. Die Einnahmen in Höhe von 31.200 Euro wurden an Pro Asyl und an Hanseatic Help gespendet. 2019 spielte Bosse vor den Teilnehmern der Fridays-for-Future-Demo in Jena.

## Diskografie
Studioalben

| Jahr | Titel Musiklabel                       | Höchstplatzierung, Gesamtwochen, AuszeichnungChartplatzierungen (Jahr, Titel, Musiklabel, Platzierungen, Wochen, Auszeichnungen, Anmerkungen) | Höchstplatzierung, Gesamtwochen, AuszeichnungChartplatzierungen (Jahr, Titel, Musiklabel, Platzierungen, Wochen, Auszeichnungen, Anmerkungen) | Höchstplatzierung, Gesamtwochen, AuszeichnungChartplatzierungen (Jahr, Titel, Musiklabel, Platzierungen, Wochen, Auszeichnungen, Anmerkungen) | Anmerkungen                                                |
| Jahr | Titel Musiklabel                       | DE | AT | CH | Anmerkungen                                                |
| ---- | -------------------------------------- | --- | --- | --- | ---------------------------------------------------------- |
| 2005 | Kamikazeherz EMI Records (EMI)         | — | — | — | Erstveröffentlichung: 22. April 2005                       |
| 2006 | Guten Morgen Spinner EMI Records (EMI) | — | — | — | Erstveröffentlichung: 27. Juni 2006                        |
| 2009 | Taxi Scoop (RTD)                       | DE96 (1 Wo.)DE | — | — | Erstveröffentlichung: 6. Februar 2009                      |
| 2011 | Wartesaal Vertigo Records (UMG)        | DE9 a Gold · (12 Wo.)DE | — | — | Erstveröffentlichung: 25. Februar 2011 Verkäufe: + 100.000 |
| 2013 | Kraniche Vertigo Records (UMG)         | DE4 Gold · (40 Wo.)DE | — | — | Erstveröffentlichung: 8. März 2013 Verkäufe: + 100.000     |
| 2016 | Engtanz Vertigo Records (UMG)          | DE1 (25 Wo.)DE | AT28 (1 Wo.)AT | CH92 (1 Wo.)CH | Erstveröffentlichung: 12. Februar 2016                     |
| 2018 | Alles ist jetzt Vertigo Records (UMG)  | DE1 (17 Wo.)DE | — | — | Erstveröffentlichung: 12. Oktober 2018                     |
| 2021 | Sunnyside Vertigo Records (UMG)        | DE3 (6 Wo.)DE | — | — | Erstveröffentlichung: 27. August 2021                      |
| 2023 | Übers Träumen Vertigo Records (UMG)    | DE4 (3 Wo.)DE | — | — | Erstveröffentlichung: 27. Oktober 2023                     |

## Auszeichnungen
- Bundesvision Song Contest
  - 2013: Sieger mit dem Lied So oder so
- Deutscher Musikautorenpreis
  - 2014: in der Kategorie „Text Pop/Rock“
- HANS – Der Hamburger Musikpreis
  - 2013: in der Kategorie „Hamburger Künstler des Jahres 2013“[17]
  - 2013: in der Kategorie „Hamburger Song des Jahres 2013“
  - 2013: in der Kategorie „Herausragende Hamburger Künstlerentwicklung 2013“
- Preis für Popkultur
  - 2016: in der Kategorie „Lieblings-Solokünstler“
- Paul-Lincke-Ring
  - 2019:[18]
- Radio Regenbogen Award
  - 2019: in der Kategorie Aufsteiger des Jahres 2018
- Fred-Jay-Preis
  - 2022

## Fernsehauftritte (Auswahl)
- 2013: Kavalier an Dame: 12 leidenschaftliche Poetkarten (Kurzfilm von Franz Dinda)[19]
- 2013,[20] 2014,[21] 2015[22] und 2016: Circus HalliGalli
- 2015: Das Duell um die Geld
- 2018: Win Your Song (mit Vanessa Mai)
- 2021: Das Duell um die Welt – Team Joko gegen Team Klaas
- 2024: Lass dich überwachen![23]
- 2025: Sing meinen Song – Das Tauschkonzert